# Cessna NGP
Die Cessna NGP war ein Konzept-Flugzeug für eine geplante zukünftige Familie von einmotorigen Leichtflugzeugen mit festem Fahrwerk und neuer Steuerung der Flugleistung und Fly-by-wire Flugzeugsteuerung, das in der Flugausbildung und zur gewerblichen Nutzung eingesetzt werden sollte. Die Abkürzung NGP stand für Next Generation Piston.
Der einzige fliegende Prototyp wurde von Cessna zu Testzwecken gebaut und zum ersten Mal öffentlich im Flug am 24. Juli 2006 bei der EAA AirVenture Oshkosh gezeigt. Die Maschine mit der Zulassung N99110 wurde auch im April 2007 bei der Flugschau, Flying For Fun in Lakeland, Florida präsentiert.

## Beschreibung
Der Prototyp wurde mit einem Lycoming-Motor IO-580 FADEC mit 320 PS (240 kW) vorgestellt. Die Leistungseinstellung sowohl für den Motor als auch für den Verstellpropeller erfolgte mit nur einem Hebel (NGP), bekannt ist dieses System der volldigitalen Triebwerksregelung unter der Bezeichnung FADEC. Sämtliche für ein Flugzeug benötigte Informationen wurden auch auf Farbbildschirmen dargestellt und ersetzten somit die üblichen und vielen einzelnen Zeigerinstrumente. Die eigentliche Flugzeugsteuerung erfolgt über Fly-by-Wire System mit Sidesticks. Beim Bau der Tragflächen und dem Rumpf kam ein hoher Prozentsatz von Faserverbundwerkstoffen zum Einsatz.
Das vorgestellte Design-Modell verfügte auch über vier Türen und einer separaten Gepäckraumtür auf der linken Seite sowie ein neu entwickeltes Dreibein-Fahrwerk mit flatterfreiem Bugrad. Die neuen Tragflächen deuteten auf einen relativ kleinen negativen Tragflächenpfeilungswinkel hin und sind nicht abgestrebt. Das Modell wurde als Erprobungsträger und Demonstrationsmodell für neue und weitere Entwicklungen im Hause Cessna genutzt.

## Verbleib
Seit August 2011 ist der Prototyp mit dem Kennzeichen N99110 nicht mehr bei der FAA (Federal Aviation Administration) eingetragen. Der Verbleib des Konzeptflugzeuges ist nicht bekannt. Cessna hat auch auf seiner Homepage die Informationen zu dem NGP-Prototyp entfernt.